# Пайгарм
Пайга́рм (рос. Пайгарм, ерз. Пайгарм) — селище у складі Рузаєвського району Мордовії, Росія. Входить до складу Русько-Баймаковського сільського поселення.

## Населення
Населення — 7 осіб (2010; 16 у 2002).
Національний склад (станом на 2002 рік):
- росіяни — 87 %